# Tonči Valčić
Tonči Valčić (Zára, 1978. június 9. –) világbajnok horvát válogatott kézilabdázó. Részt vett a 2008-as pekingi olimpián. Testvére, Josip Valčić szintén válogatott kézilabdázó.

## Pályafutása

### Klubcsapatokban
Pályafutását 1996-ban kezdte a Badel Zagreb csapatában. Zágrábban 1997-ben, 1998-ban, 1999-ben és 2000-ben bajnoki címet és kupagyőzelmet ünnepelhetett. 2000 nyarától három szezont a német TV Grosswallstadt csapatában töltött. Spanyolországban játszott a Torreviejában és az Ademar Leónban is, majd ezt követően hazatért a PPD Zagreb csapatához.

### A válogatottban
A horvát válogatottban 1999-ben mutatkozott be és részt vett az 1999-es férfi kézilabda-világbajnokságon. 2010-ig volt tagja a nemzeti csapatnak, több mint 144 alkalommal viselte a címeres mezt. 2003-ban világbajnoki címet szerzett. Részt vett a 2008-as olimpián és a hazai rendezésű 2009-es világbajnokságon, ahol ezüstérmet szerzett a horvát válogatottal.

## Sikerei, díjai
Zagreb
- Horvát bajnokság
  - Győztes (13): 1996-97, 1997-98, 1998-99, 1999-00, 2008-09, 2009-10, 2010-11, 2011-12, 2012-13, 2013-14, 2014-15, 2015-16, 2016-17
- Horvát Kupa
  - Winner (13): 1997, 1998, 1999, 2000, 2008, 2009, 2010, 2011, 2012, 2013, 2014, 2015, 2016, 2017

- SEHA-liga
  - Győztes (1): 2012-13
  - 3. hely (4): 2011-12, 2013-14, 2014-15, 2015–16

CB Torrevieja
- Spanyol másodosztály
  - Feljutás (1): 2003-04

## További információ
- Az eurohandball.com oldalán